# Alomia alata
Alomia alata es una especie de planta medicinal perteneciente a la familia de las asteráceas. Es originaria de México.

## Descripción
Es una hierba que alcanza un tamaño de 50 cm de altura o más. Las hojas son de forma ovada y con los bordes dentados. Las inflorescencias se encuentran en ramos que forman las cabezuelas que tienen muchas flores en su base, como si fuera una copa con pétalos, como los de las rosas; las corolas son blancas.

## Propiedades
En Morelos se utiliza esta planta contra la amibiasis, la inflamación de la matriz,  para abrir el apetito y curar la cruda.

## Taxonomía
Alomia alata fue descrita por William Botting Hemsley y publicado en Biologia Centrali-Americana; . . . Botany 2(7): 79–80. 1881.